# Дзёряку
Дзёряку или Сёряку (яп. 承暦 дзё:ряку, сё:ряку) — девиз правления (нэнго) японского императора Сиракава, использовавшийся с 1077 по 1081 год .

## Продолжительность
Начало и конец эры:
- 17-й день 11-й луны 4-го года Дзёхо (по юлианскому календарю — 5 декабря 1077);
- 10-й день 2-й луны 5-го года Дзёряку (по юлианскому календарю — 22 марта 1081).

## Происхождение
Название нэнго было заимствовано из классического древнекитайского сочинения «Вэй чэн дянь сюнь» (кит. 維城典訓):「聖人者以懿徳永承暦、崇高則天、博厚儀地」.

## События
- 1077 год (1-я луна 1-го года Дзёряку) — император Сиракава отправился в паломничество по храмам Камо, посетил в том числе храм Киёмидзу-дэра[6];
- 1077 год (2-я луна 1-го года Дзёряку) — удайдзин Минамото-но Морофуса умер от язвы в возрасте 70 лет[6];
- 1077 год (1-й год Дзёряку) — император отдал приказ о возведении храма Хоссё-дзи (яп. 法勝寺) как исполнение священного обета (с посвящением «Превосходство буддийского закона»). Этот храм стал первым построенным во исполнение священного обета; всего было построено шесть таких храмов, известных как Рокусё-дзи (яп. 六勝寺). Девятиэтажная пагода Хоссё-дзи станет самой технически сложной из всех императорских построек на тот момент[7];
- 1079 год (10-я луна 3-го года Дзёряку) — император посетил храм Фусими-инари-тайся (яп. 伏見稲荷大社), расположенный у подножия горы Фусими, и храм Ясака;

## Сравнительная таблица
Ниже представлена таблица соответствия японского традиционного и европейского летосчисления. В скобках к номеру года японской эры указано название соответствующего года из 60-летнего цикла китайской системы гань-чжи. Японские месяцы традиционно названы лунами.
| 1-й год Дзёряку (Огненная Змея)          | 1-я луна        | 2-я луна*  | 3-я луна* | 4-я луна  | 5-я луна* | 6-я луна  | 7-я луна*  | 8-я луна   | 9-я луна              | 10-я луна  | 11-я луна* | 12-я луна     | 12-я луна (високосная) * |
| ---------------------------------------- | --------------- | ---------- | --------- | --------- | --------- | --------- | ---------- | ---------- | --------------------- | ---------- | ---------- | ------------- | ------------------------ |
| Юлианский календарь                      | 27 января 1077  | 26 февраля | 27 марта  | 25 апреля | 25 мая    | 23 июня   | 23 июля    | 21 августа | 20 сентября           | 20 октября | 19 ноября  | 18 декабря    | 17 января 1078           |
| 2-й год Дзёряку (Земляная Лошадь)        | 1-я луна        | 2-я луна*  | 3-я луна* | 4-я луна  | 5-я луна* | 6-я луна  | 7-я луна*  | 8-я луна   | 9-я луна              | 10-я луна* | 11-я луна  | 12-я луна     |                          |
| Юлианский календарь                      | 15 февраля 1078 | 17 марта   | 15 апреля | 14 мая    | 13 июня   | 12 июля   | 11 августа | 9 сентября | 9 октября             | 8 ноября   | 7 декабря  | 6 января 1079 |                          |
| 3-й год Дзёряку (Земляная Коза)          | 1-я луна*       | 2-я луна   | 3-я луна* | 4-я луна* | 5-я луна  | 6-я луна* | 7-я луна*  | 8-я луна   | 9-я луна              | 10-я луна* | 11-я луна  | 12-я луна     |                          |
| Юлианский календарь                      | 5 февраля 1079  | 6 марта    | 5 апреля  | 4 мая     | 2 июня    | 2 июля    | 31 июля    | 29 августа | 28 сентября           | 28 октября | 26 ноября  | 26 декабря    |                          |
| 4-й год Дзёряку (Металлическая Обезьяна) | 1-я луна        | 2-я луна*  | 3-я луна  | 4-я луна* | 5-я луна* | 6-я луна  | 7-я луна*  | 8-я луна*  | 8-я луна (високосная) | 9-я луна*  | 10-я луна  | 11-я луна     | 12-я луна                |
| Юлианский календарь                      | 25 января 1080  | 24 февраля | 24 марта  | 23 апреля | 22 мая    | 20 июня   | 20 июля    | 18 августа | 16 сентября           | 16 октября | 14 ноября  | 14 декабря    | 13 января 1081           |
| 5-й год Дзёряку (Металлический Петух)    | 1-я луна*       | 2-я луна   | 3-я луна  | 4-я луна* | 5-я луна* | 6-я луна  | 7-я луна*  | 8-я луна*  | 9-я луна              | 10-я луна* | 11-я луна  | 12-я луна     |                          |
| Юлианский календарь                      | 12 февраля 1081 | 13 марта   | 12 апреля | 12 мая    | 10 июня   | 9 июля    | 8 августа  | 6 сентября | 5 октября             | 4 ноября   | 3 декабря  | 2 января 1082 |                          |

* звёздочкой отмечены короткие месяцы (луны) продолжительностью 29 дней. Остальные месяцы длятся 30 дней.